# Stadio Atleti Azzurri d'Italia
Lo Stadio di Bergamo, già denominato stadio Mario Brumana, stadio Comunale, stadio Atleti Azzurri d'Italia, è uno stadio calcistico di Bergamo. È il più capiente impianto sportivo della città ed è sede delle partite casalinghe dell'Atalanta fin dal 1928, anno della sua inaugurazione.
Per alcuni periodi è stato utilizzato come terreno di gioco da altre due squadre di calcio bergamasche, la Virescit Boccaleone (divenuta poi Alzano Virescit) e l'AlbinoLeffe.
Nel 2017 la proprietà dello stadio è passata dal Comune di Bergamo all'Atalanta, tramite la società Stadio Atalanta S.r.l., controllata e creata appositamente dall'Atalanta per la ristrutturazione e la gestione dello stadio.
L'impianto è diventato il quarto stadio di proprietà di una società calcistica in Italia, dopo lo Juventus Stadium di Torino (2011), lo stadio Friuli di Udine (2013) e lo stadio Benito Stirpe di Frosinone (2016).
Dal 1º luglio 2019 e per sei stagioni sportive ha assunto il nome attuale dopo un accordo commerciale con l'azienda elettrotecnica Gewiss che ha acquisito i diritti di denominazione del complesso sportivo. La curva Nord è dedicata a Federico Pisani mentre la Sud a Piermario Morosini, entrambi ex calciatori atalantini prematuramente scomparsi.
Per la stagione 2022-2023, è stato valutato come miglior stadio italiano.
Il 30 giugno 2025, a seguito del mancato accordo con Gewiss per il rinnovo della sponsorizzazione per il nome dello stadio, lo stadio prende momentaneamente il nome di "Stadio di Bergamo".

## Storia

### L'ex Ippodromo di Borgo Santa Caterina
Su iniziativa del cav. Carlo Pesenti e di Francesco Roncalli fu costituita a Bergamo la "Società Ippotecnica Bergamasca" che inaugurò il 24 agosto 1902 l'ippodromo situato al confine col comune di Seriate.
All'interno dell'ippodromo fu ricavato il campo di calcio che fu utilizzato dal Foot-Ball Club Bergamo dal 1905 al 1910 e successivamente dalla Società Bergamasca di Ginnastica e Scherma dal 1913 al 1920.
Il campo, che fu utilizzato anche da squadrette uliciane e per gare di podismo e ciclismo, era rimasto a lungo inutilizzato e per questo motivo il federale fascista di Bergamo, Pietro Capoferri, lo acquisì dalla Società dell'Ippodromo.

### Dalla costruzione al secondo dopoguerra

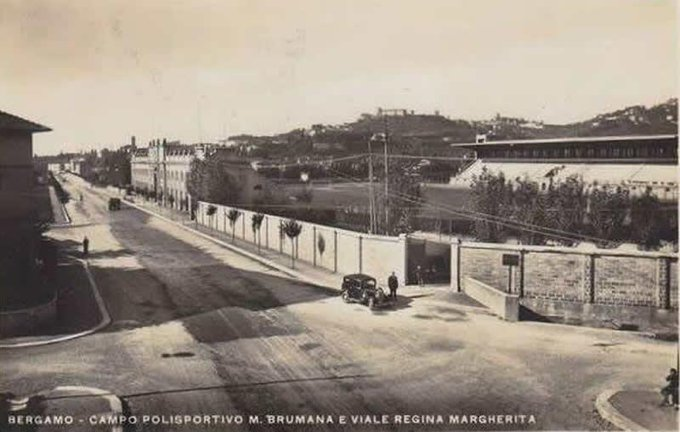
L'originario stadio Brumana nell'anteguerra

La costruzione dell'impianto iniziò sul finire del 1927 su progetto dell'ingegnere Luigi De Beni, grazie al sostegno dell'allora presidente atalantino Pietro Capoferri che portò avanti l'idea di un nuovo grande stadio da sostituire al modesto campo della Clementina.
L'area prescelta (circa 35 000 m²) fu quella dell'allora esistente ippodromo di Borgo Santa Caterina, che fu demolito.
Il costo previsto per la costruzione del nuovo impianto fu 3 500 000 lire.
Lo stadio fu ultimato verso la fine del 1928 e inizialmente intitolato a Mario Brumana, un milite fascista originario della Valle Imagna e caduto a Gallarate durante i moti che precedettero l'avvento del regime.
Il terreno di gioco misurava 120 metri per 70 ed era aggirato da una pista d'atletica di 430 metri e larga 6, in cenere. A lati erano presenti due tribune, una scoperta e una coperta, per una capienza complessiva di 12 000 posti (ottomila sulle tribune e quattromila nel parterre). Il complesso polisportivo era completato da un campo di pallacanestro, da una piscina e da due campi da tennis.
L'inaugurazione avvenne in due cerimonie separate, entrambe durante il Girone A della Divisione Nazionale 1928-1929: la prima, non ufficiale, il primo novembre 1928, in occasione della partita Atalanta-Triestina, la seconda, ufficiale, il 23 dicembre, con Atalanta-Dominante alla presenza di numerose autorità.
Con la fine del secondo conflitto mondiale e annessa caduta di Mussolini venne rimossa l'intitolazione a Brumana, sicché dal secondo dopoguerra fino al 1994 l'impianto fu chiamato semplicemente "Comunale".
Prima partita Atalanta Divisione Nazionale 1928-1929
| Arbitro: | Turbiani (Ferrara) |

|                                                |           |               |
| Buschi 29’ Volta 44’ A.Perani 76’ Gianelli 89’ | Marcatori | 57’ Ostromann |

### Dalla prima ristrutturazione all'intitolazione agli Atleti Azzurri d'Italia

Lo stadio in occasione della semifinale di ritorno della Coppa delle Coppe 1987-1988 tra l'Atalanta e i belgi del

Nel 1949 iniziarono i lavori per il primo sostanziale ampliamento dello stadio, culminati con la creazione della curva sud. Di notevole impatto furono anche i lavori eseguiti nell'estate del 1984, contestualmente al ritorno dell'Atalanta nel massimo campionato calcistico, che portarono all'eliminazione della pista di atletica, utilizzata fin dal 1960 per lo svolgimento del Trofeo Baracchi di ciclismo. L'ampliamento delle due tribune con strutture metalliche permise di incrementare ulteriormente la capienza, che toccò il record storico il 16 settembre 1984, quando alla partita Atalanta-Inter terminata sul punteggio di 1-1 assistettero oltre 43 000 spettatori.
Nel 1994 la giunta del sindaco Gian Pietro Galizzi cambiò la denominazione dello stadio, intitolandolo agli atleti azzurri d'Italia. Da allora il nome dell'impianto non è più stato modificato ufficialmente nonostante nel 2007 si valutò la proposta di intitolarlo ad Achille e Cesare Bortolotti, storici presidenti dell'Atalanta.

### Progetti per un nuovo stadio

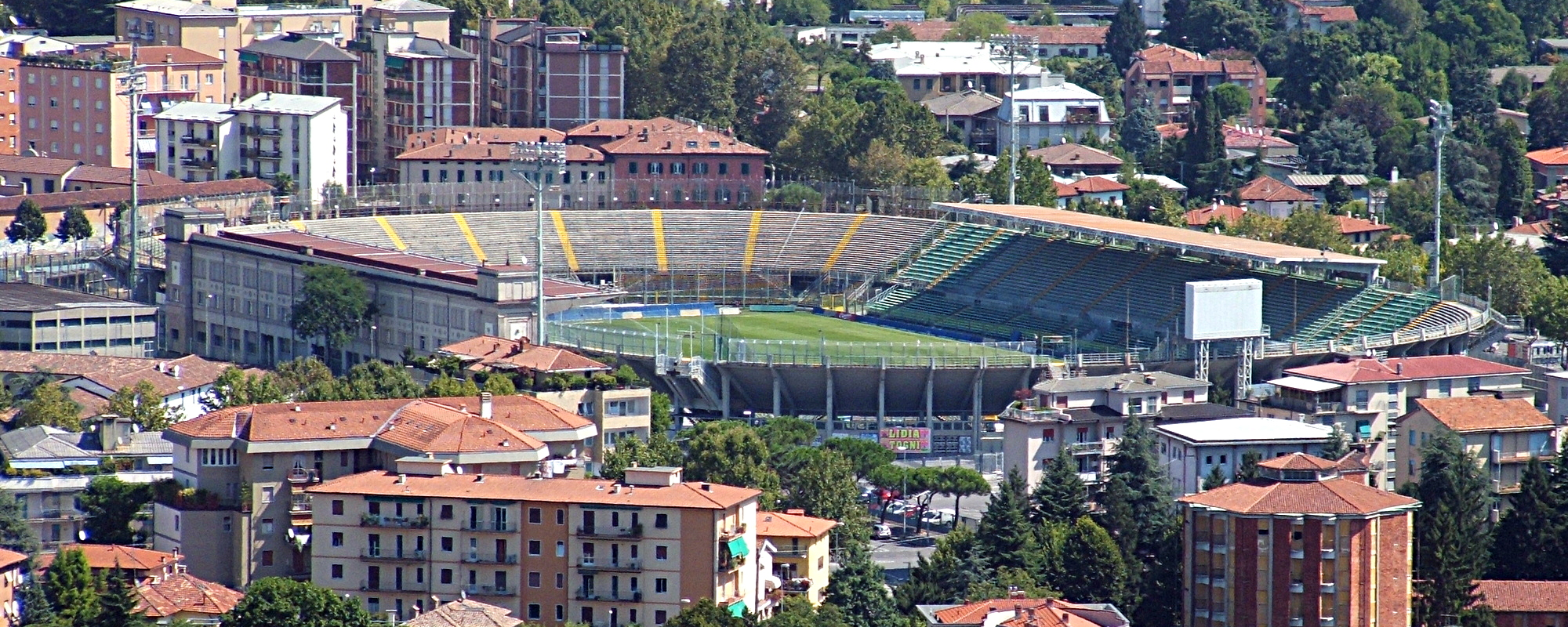
Panoramica dell'allora Atleti Azzurri d'Italia nel 2008

Lo stadio, che alla fine degli anni 1920 venne costruito in un'area poco abitata, dopo decenni di urbanizzazione si ritrova oggi in una zona trafficata e con un'alta densità di abitanti. Questo ha portato, fin dagli anni 1990, all'idea di costruire un nuovo stadio moderno in una nuova area più adeguata. Nel corso degli anni sono state vagliate varie ipotesi sui progetti e sulla locazione, tra cui quello dell'anno 2003 seguito dallo studio Arup. Nonostante ciò ad oggi nessuna di queste idee o progetti è stata realizzata e anche la più recente idea di "spostare" lo stadio nel comune di Zanica è stata bocciata.

### Ristrutturazione della tribuna (2015)
A partire dai primi anni 2010 diventa sempre più concreta l'ipotesi di intervenire sulla struttura già esistente, pur nel rispetto dei suoi vincoli architettonici, per ottenere un impianto allineato nella funzionalità e nella veste alle rinnovate esigenze di un impianto sportivo idoneo ad ospitare partite di Serie A e che soddisfi i requisiti UEFA. Nel corso dell'estate del 2015 la società Atalanta Bergamasca Calcio S.p.a., presieduta da Antonio Percassi, ha investito nell'ammodernamento della "tribuna centrale" dello stadio, operando una radicale trasformazione del settore. In particolare, sono state eliminate le barriere tra la tribuna centrale e il campo da gioco, ed è stato creato un nuovo parterre con posti denominati "Pitch View" per circa 400 spettatori nei quali sono state inserite le panchine delle squadre. Sono inoltre stati eliminati circa 3 000 posti a sedere, riducendo la capienza dello stadio a circa 21 300 spettatori a partire da settembre 2015.

### Il bando di alienazione
Il 27 aprile 2017 il comune di Bergamo pubblica un bando di alienazione, con il quale mette in vendita mediante asta pubblica l'intero impianto, fissando un termine di partecipazione entro l'8 maggio seguente e una base d'asta di sette milioni e ottocentoventiseimila euro. Il bando prevede, inoltre, che il vincitore della gara presenti, entro sei mesi dalla data di aggiudicazione, un piano attuativo che esponga le attività necessarie per la riqualificazione dell'impianto e delle aree urbanistiche limitrofe.
La mattina del 10 maggio 2017, nel corso di un'assemblea aperta al pubblico presso gli uffici comunali di Bergamo, il club nerazzurro si aggiudica il bene, avendo regolarmente presentato un'offerta maggiore del 10% rispetto alla base d'asta.
La proposta formulata dall'unico altro soggetto partecipante, la società Unione Calcio AlbinoLeffe, risulta inammissibile secondo le regole del bando in quanto condizionata. Il successivo 2 agosto il TAR di Brescia decide di non accogliere l'istanza di sospensione collegata a un ricorso avanzato dalla società di Gianfranco Andreoletti avverso l'aggiudicazione del bando; quindi l'8 agosto la società collegata ad Antonio Percassi procede al perfezionamento dell'atto che sancisce l'effettivo passaggio di proprietà dell'immobile.

### Abbattimento e ricostruzione dei settori (2019-2024)

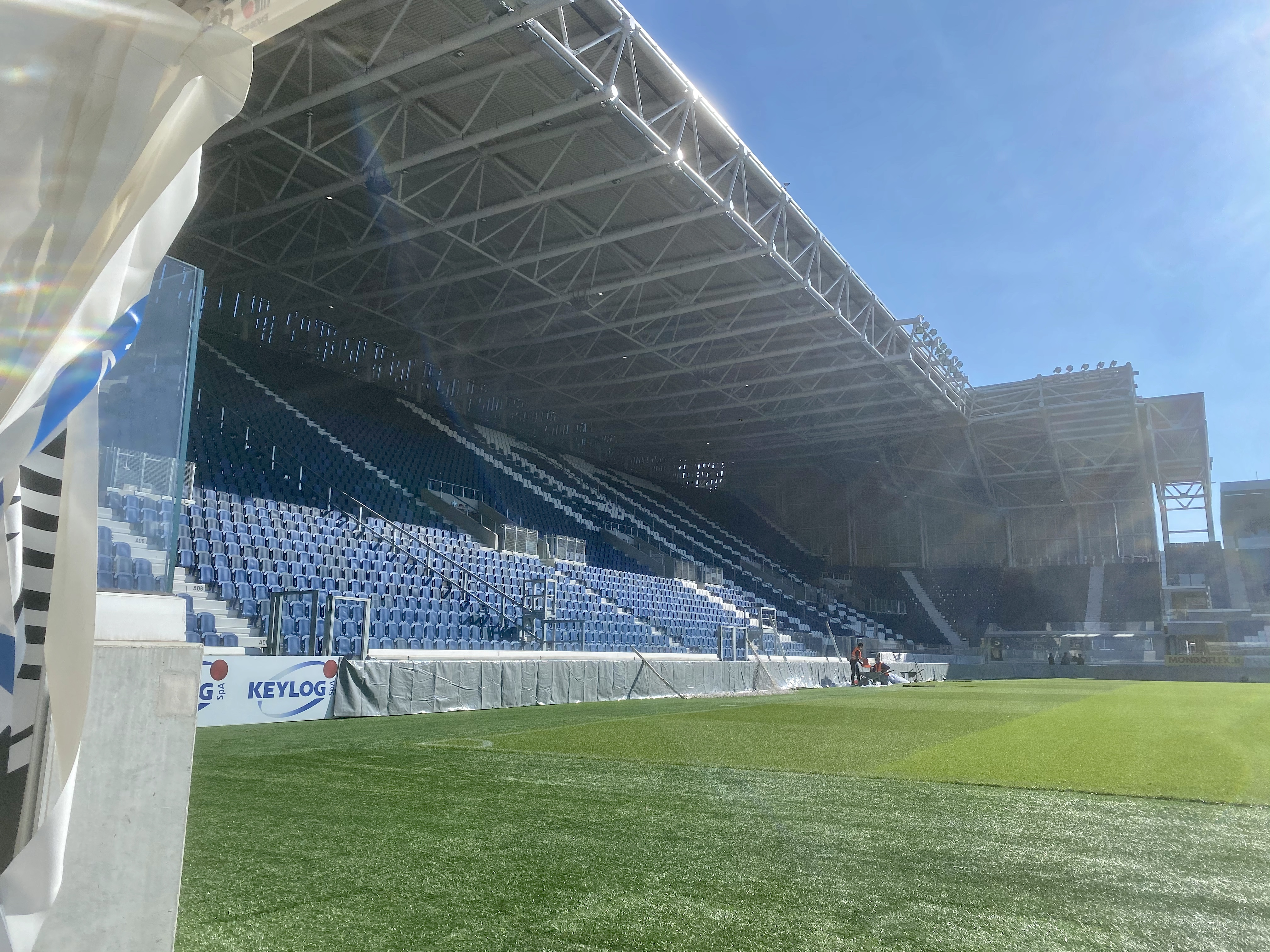
La curva Nord "Federico Pisani" dopo la ristrutturazione del 2020

Il 29 aprile 2019 iniziano i lavori per l'abbattimento e la ricostruzione della Curva Nord "Federico Pisani". Il progetto di riqualificazione è stato affidato allo studio di Architettura De8 Architetti,  mentre è opera dell'azienda trevigiana Maeg costruzioni la progettazione e la realizzazione delle strutture metalliche per il rifacimento integrale dello stadio.
Contestualmente, l'Atalanta ufficializza un accordo commerciale con Gewiss sicché l'ex Comunale, dal 1º luglio 2019 e per i successivi sei anni, diventa Gewiss Stadium in base alla cessione dei diritti di denominazione. Il 6 ottobre 2019 viene inaugurata la nuova Curva Nord da 9.121 posti in occasione dell'incontro Atalanta-Lecce (3-1), valido per la settima giornata del campionato di Serie A. Il primo gol al Gewiss Stadium viene messo a segno da Duván Zapata.
Il 25 giugno 2020 iniziano i lavori per la parziale demolizione e la successiva ricostruzione e riqualificazione della tribuna "UBI Banca", rinominata poi "Rinascimento" a lavori conclusi. Questi lavori hanno interessato anche l'antistante viale Giulio Cesare. L’8 settembre 2020 la UEFA ha dato il nullaosta allo svolgimento degli incontri casalinghi di Champions League dell'Atalanta al Gewiss Stadium, grazie anche all'impegno della società nell'apportare le migliorie richieste nella Curva Sud "Piermario Morosini", destinata comunque ad essere demolita.
Il 14 ottobre 2020 viene disputata al Gewiss Stadium la partita fra nazionale italiana e i Paesi Bassi (1-1), valida per la UEFA Nations League e organizzata per dare un segno di solidarietà e di vicinanza alla città di Bergamo in seguito alla pandemia di COVID-19 che ha colpito duramente il capoluogo.
Per quanto riguarda i lavori restanti, previsti inizialmente durante l'estate del 2022, sono stati successivamente posticipati di un anno. Il 21 giugno 2023 è stata completata la demolizione della Curva Sud “Piermario Morosini”, la cui ricostruzione completa è stata terminata nell'estate del 2024, compresa la parte dedicata al Settore ospiti. Durante l'estate del 2024 sono inoltre state posizionate sopra le due tribune anche due travi cosiddette americane che collegano tutti i settori e sulle quali viene montato il nuovo impianto di illuminazione. La partita inaugurale svoltasi con la piena capienza dello stadio, è stata disputata il 15 settembre 2024 contro la Fiorentina, valida per la 4ª giornata del campionato di Serie A 2024-2025.

## Altri beneficiari

### Virescit Boccaleone
Tra il 1984 ed il 1992 lo stadio bergamasco venne utilizzato dalla Virescit Boccaleone che disputò i propri incontri casalinghi di Serie C1 e C2: il primo incontro, valido per il campionato di Serie C2 1984-1985, viene disputato contro l'Ospitaletto il 23 settembre 1984 e terminò col punteggio di 0-0, mentre l'ultima partita casalinga disputata dai viola è la sconfitta 0-2 del 7 giugno 1992 contro il Valdagno nel campionato di Serie C2 1991-1992, contro cui il club bergamasco perderà anche lo spareggio che fece terminare l'avventura tra i professionisti.
Prima partita Virescit Boccaleone (Serie C2 1984-1985)
| Bergamo 23 settembre 1984 1ª giornata | Virescit Boccaleone | 0 – 0 | Ospitaletto | Stadio Atleti Azzurri d'Italia\| Arbitro: \| Aperto \| |
| Arbitro:                              | Aperto              |       |             |                                                        |

Ultima partita (casalinga) Virescit Boccaleone (Serie C2 1991-1992)
| Arbitro: | Ciambotti (Empoli) |

|  |           |                      |
|  | Marcatori | 55’ Santi 71’ Valeri |

### Alzano Virescit
Nel 1999 l'Alzano Virescit si trovò a dover disputare il campionato di Serie B 1999-2000 e vista l'inadeguatezza del proprio impianto fu costretto a traslocare al più capiente stadio Atleti Azzurri d'Italia di Bergamo. Il debutto nel'impianto cittadino avvenne il 18 agosto 1999, in occasione del primo turno di Coppa Italia 1999-2000, che vide i bianconeri sconfitti per 1-0 contro il Ravenna. Nonostante una vittoria per 4-2 nei confronti del Pescara nell'ultima partita casalinga della stagione datata 4 giugno 2000, la compagine di Alzano Lombardo concluse il campionato di Serie B al 18° posto, retrocedendo in Serie C.
Prima partita Alzano Virescit (Coppa Italia 1999-2000)
| Arbitro: | Strazzera (Trapani) |

|  |           |                |
|  | Marcatori | 91’ Centofanti |

Ultima partita (casalinga) Alzano Virescit (Serie B 1999-2000)
| Arbitro: | Guiducci (Arezzo) |

|                                                     |           |                                 |
| G. Ferrari 5’ Florijancic 23’ Barone 69’ Grossi 85’ | Marcatori | 8’ Zanini 93’ (rig.) Tacconelli |

### AlbinoLeffe
Anche l'AlbinoLeffe, fra il 2003 e il 2019, ha utilizzato lo stadio bergamasco per disputare gli incontri casalinghi. Il club blu-celeste vi ha disputato il suo primo incontro casalingo già nel 2002 per ospitare la gara del primo turno della Coppa Italia 2002-2003 contro il Venezia, terminato 2-1 per i lombardi. L'ultimo incontro casalingo dell'AlbinoLeffe nello stadio è datato 5 maggio 2019, conclusosi con una sconfitta per 1-0 contro il Vicenza, in occasione dell'ultima giornata del girone B della Serie C 2018-2019.
Prima partita AlbinoLeffe (Coppa Italia 2002-2003)
| Arbitro: | Bergonzi (Genova) |

|                           |           |              |
| Araboni 9’ Salandra 90+4’ | Marcatori | 76’ Ginestra |

Ultima partita (casalinga) AlbinoLeffe (Serie C 2018-2019)
| Arbitro: | Arace (Lugo di Romagna) |

|  |           |              |
|  | Marcatori | 92’ Bizzotto |

### Atalanta U23
A seguito del raggiungimento dello storico traguardo dei quarti di finale dei Playoff di Serie C 2024-2025 della propria seconda squadra (miglior risultato ottenuto da una seconda squadra in Italia), il club orobico ha omaggiato l'Atalanta U23 disputando la gara d'andata contro l'Audace Cerignola al Gewiss Stadium.
| Bergamo 18 maggio 2025, ore 18:15 CEST Quarti di finale - Andata | Atalanta U23     | 0 – 0 referto | Audace Cerignola | Gewiss Stadium (5 949 spett.)\| Arbitro: \| Lovison (Padova) \| |
| Arbitro:                                                         | Lovison (Padova) |               |                  |                                                                 |

## Eventi

### Calcio

#### Finali di Coppa Italia
L'Atalanta ha giocato due delle sei finali di Coppa Italia nel proprio stadio, quando la formula dell'ultimo incontro della coppa nazionale prevedeva sfide di andata e ritorno. Nella finale di Coppa Italia 1986-1987 è stata sconfitta dal Napoli per 0-1, mentre in quella della Coppa Italia 1995-1996 per 0-2 dalla Fiorentina.
| Arbitro: | Longhi (Roma) |

|  |           |              |
|  | Marcatori | 85’ Giordano |

| Arbitro: | Pairetto (Nichelino) |

|  |           |                           |
|  | Marcatori | 48’ Amoruso 61’ Batistuta |

#### Incontri della nazionale italiana
Il Gewiss Stadium è stato sede di tre incontri della nazionale di calcio dell'Italia: la gara di qualificazione al campionato d'Europa 1988 del 24 gennaio 1987 contro Malta, terminato con il punteggio di 5-0 in favore degli Azzurri; l'amichevole del 15 novembre 2006 contro la Turchia, terminata 1-1; la gara del 1º Turno di Nations League del 14 ottobre 2020 contro i Paesi Bassi, terminata anche in questo caso 1-1.
| Arbitro: | Hadjistefanou |

|                                                   |           |  |
| Bagni 4’ Bergomi 9’ Altobelli 24’, 35’ Vialli 45’ | Marcatori |  |

| Arbitro: | Busacca |

|               |           |                      |
| Di Natale 39’ | Marcatori | 42’ (aut.) Materazzi |

| Arbitro: | Taylor |

|                |           |                 |
| Pellegrini 16’ | Marcatori | 25’ van de Beek |

#### Altre nazionali
| Bergamo 11 marzo 1964 | Italia | 7 – 1 | Turchia | Stadio Comunale |

| Arbitro: | Mazzoleni |

|                                              |           |            |
| Stepanenko 8’ Jarmolenko 49’ Konopljanka 87’ | Marcatori | 12’ Sadiku |

| Bergamo 1º giugno 2018, ore 21:15 CEST Amichevole | Egitto    | 0 – 0 referto | Colombia | Stadio Atleti Azzurri d'Italia (3 883 spett.)\| Arbitro: \| Mazzoleni \| |
| Arbitro:                                          | Mazzoleni |               |          |                                                                          |